# Eucoptacra ceylonica
Eucoptacra ceylonica är en insektsart som beskrevs av Kirby, W.F. 1914. Eucoptacra ceylonica ingår i släktet Eucoptacra och familjen gräshoppor. Inga underarter finns listade i Catalogue of Life.